# 辣什
拉比 所罗门·本·依撒克·哈泰扎法提（法語：Rabbi Shlomo ben Itzhak HaTzarfati，希伯來語：‎，1040年2月22日-1105年7月13日），常缩写为拉什（英語：Rashi），是一名中世纪的法国拉比，他撰写了对塔木德与塔纳赫圣经的全面评述。辣什他以简洁清晰的方式阐述了文本的基本意义，并倡议所有犹太学者与学习者亦如是行。他的评述几乎涵盖了整本巴比伦塔木德，并成为塔木德的一部分而得到流传。他对塔纳赫圣经的论著，尤其是托拉律法部分，对学习原文有极大的帮助，后日的希伯来学者的研究皆以他的论述作为基础。